# Куньмінху
Куньмінху (кит. спр. 昆明湖, піньїнь: Kūnmíng Hú) — озеро у китайській столиці Пекіні. Є частиною імператорського Літнього палацу. Навколо водойми розташовуються мальовничі сади, що прикрашають палацову територію. Загальна площа Куньмінху становить близько 2,2 км². Глибина водойми зовсім невелика — близько півтора метра. У зимовий час озеро покривається льодом, і його зазвичай використовують як ковзанку.
Куньмінху за походженням є штучним водосховищем. Раніше тут брали воду для оснащення всього міста. Також водні ресурси використовувались для поливу полів протягом 3,5 тисячі років. Поступово озеро сильно зменшилося в розмірах. В середині 18 століття тут звели палац і сад імператора, і озеро стало його невіддільною частиною. Щоб вибудувати цей величезний комплекс, знадобилися зусилля 10 тисяч працівників.
Перше очищення води в озері відбулося на початку 90-х років минулого століття. З водойми видалили величезну кількість ґрунту; там же знайшли 205 бомб, скинутих Японією під час війни.